# Колін Бішел
Колін Бішел (англ. Colin Beashel, 21 листопада 1959) — австралійський яхтсмен.
Бронзовий призер Олімпійських Ігор 1996 року в класі Зоряний, учасник 1984 року.